# Seznam videoher Top Gun
Popularita filmu Top Gun se přenesla také do herního průmyslu. Bylo vydáno několik licencovaných videoher.

## Top Gunod Ocean Software Ltd
Verze hry na téma filmu Top Gun od Ocean Software Ltd. byla vydána v roce 1986 pro několik herních platforem: PC/AT, Amiga, Atari ST, Commodore 64, Sinclair ZX Spectrum, Thomson computers a CPC Amstrad. Jednalo se o simulátor leteckých soubojů s 3D grafikou, oproti tehdy více používané grafice typu Sprite a jednoduchou hratelností her od např. Konami. Hra byla pro jednoho, nebo dva hráče. Pokud hrál jeden hráč, nepřátelské letadlo ovládal počítač.

## Top Gunod Konami Industry Co., Ltd

### Top Gun

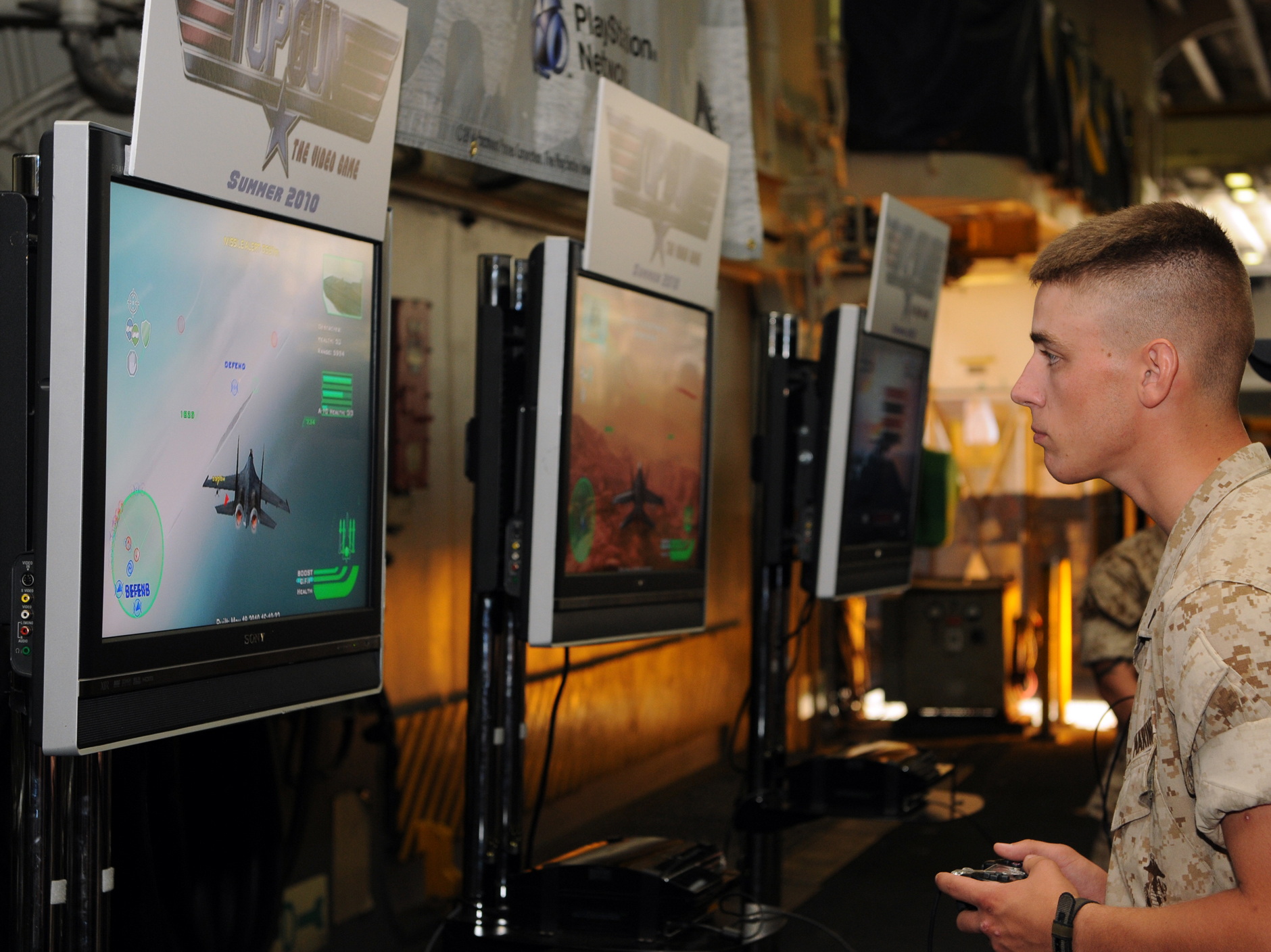
Video hra Top Gun

Verze hry Top Gun od Konami Industry Co., Ltd byla určena pro platformu Nintendo Entertainment System (NES). Její vydání bylo naplánováno na listopadu 1987 v Severní Americe, na 11. prosinec 1987 v Japonsku a 30. listopad 1988 v Evropě a Austrálii. Byl také distribuován gameport pro Nintendo Vs. System pod názvem Vs. Top Gun. Podle časopisu Game Over, reportéra Davida Sheffa se prodalo přes 2 miliony kopií pro NES.
Pilotováním F-14 Tomcat, musí hráč, jako představitel Mavericka, dokončit čtyři mise. Po úvodním výběru zbraní a výcvikové misi, byl hráč poslán na k ničení nepřátelských letadlových lodí, nepřátelských základen a nakonec nepřátelského raketoplánu. Hra měla dva konce. Pokud hráč prohrál, ale dosáhl minimálního skóre 50 000 bodů, byl ukázán snímek hráče na plaketě Topgun, která byla vidět ve filmu Top Gun, kdy byla udělena Icemanovi. Pokud hráč dokončil všechny čtyři mise a úspěšně přistál na letadlové lodi, zobrazila se scéna, kdy letadlo F-14 pojíždí po palubě lodi a palubní personál mu salutuje.
Hra se odehrávala z pohledu pilota a skládala se ze dvou hlavních témat: boje a přistání letadla. Pro souboj měl hráč možnost výběru třemi typy raket. Přistání letadla pak bylo dosti obtížné, protože to vyžadovalo, aby hráč ovládal jak rychlost, tak úhel přistání letadla. Pohled na poslední část přistávacích sekvencí byl z letadlové lodi, kdy se F-14 přibližovala z pravé strany obrazovky.

### Top Gun: The Second Mission
Hra Top Gun: The Second Mission, byla vydaná v Japonsku, pod názvem Top Gun: Dual Fighters, a šlo o druhou hru od společnosti Konami Industry Co., Ltd pro NES. Hra byla vydána v Japonsku 15. prosince 1989, v lednu 1990 v Severní Americe a 24. října 1991 v Evropě a v Austrálii.
Hráč v roli Maverick, byl se svou F-14 Tomcat, povolán na novou misi, která měla tři mise. Nepřítel ve hře byl představován Sovětským svazem. V první misi bylo cílem zničit Tupolev Tu-160 Blackjack. V druhé, která zahrnovala průlet lesem, kdy se hráč musel vyhýbat padajícím stromům, byl cíl zničení pokročilé verze vrtulníku Mil Mi-24 Hind. V třetí, poslední misi, se musel pilot vyhýbat bleskovým výbojům a laserovým paprskům, cílem mise bylo zničit „raketoplán z hvězdných válek".
Kromě režimu misí, si mohl hráč navolit režim souboje jednoho proti sedmi „esům", nebo souboj jeden na jednoho. „Nepřátelské esa' měly klasická ruská jména jako např. „Gorkij”, „Dmitri” a nebo „Stalin", kdy bylo zřejmém, že se jedná o piloty sovětského letectva.
V této hře byly primární zbrani F-14 auto-kanón s neomezenou municí, tří typy raket, které byly označeny dle skutečných raket (AIM-9 Sidewinder, AIM-7 Sparrow a AIM-54 Phoenix). V první hře byly všechny rakety, které nesla F-14 smyšlenými modely. V této hře šlo o to, že F-14 měla lepší rakety, jako např. AIM-54. Ve srovnání s předchozím titulem, se tato hra vyznačovala výrazně lepší grafikou, herní hudbou, kterou první hra neměla, a snadnějším přistáním, než v první hře.

## Top Gun: Fire At Willod Spectrum HoloByte
Top Gun: Fire At Will byla vydána společností Spectrum HoloByte v roce 1996 pro platformy: MS-DOS, MS-Windows, PlayStation a Mac OS. Byla to první hra na téma Top Gun, která byla vydána od uvedení hry Second Mission. Byl to také jediný herní titul, který obsahoval charakteristiky nějakého herce z filmu Top Gun, v tomto případě šlo o Jamese Tolkana, v roli velícího důstojníka, který měl ve filmu Top Gun volací jméno „Stinger”, v této hře má volací jméno „Hondo”

## Top Gun: Hornet's Nestod Spectrum HoloByte a Zipper Interactive
Hra Top Gun: Hornet's Nest bylo vydána v roce 1998 společnostmi Spectrum HoloByte a Zipper Interactive pro PC/AT. Místo F-14 Tomcat, měli hráči možnost pilotovat F/A-18C Hornet. Změna letadla způsobila špatné reference a odliv zájmu herní veřejnosti o tuto hru.

## Top Gunod Titus Interactive SA

### Top Gun:Firestorm
Hra Top Gun: Firestorm byla vyvinut společností Fluid Studios a vydána společnosti Titus Interactive SA v roce 2001 pro Game Boy Color, a v roce 2002 pro Game Boy Advance. Jednalo se o akční hru s misemi.

### Top Gun: Combat Zone
Top Gun: Combat Zone byla vydána v roce 2001 pro PlayStation 2. Hra byla vyvinuta anglickou vývojářskou společností Digital Integration, vydána francouzskou společností Titus Interactive SA, distribuci zajišťovala společnost Virgin Interactive Entertainment (UK) Limited. V roce 2002 byla hra přenesena na Nintendo GameCube, v roce 2003 na PC/AT. V červenci 2003 byla distribuce převedena na společnost Avalon Interactive, dnes opět součásti Virgin Interactive Entertainment (UK) Limited. V roce 2004, byla hra vydána na Game Boy Advance, kterou vydala společnost Mastiff Inc. exkluzivně pro trh v Severní Americe. Mastiff Inc. vydal v témže roce verzi pro PS2 a GameCube, se stejnou exkluzivitou. Plánovaná verze pro Xbox byla zrušena.
Hra se skládá z 36 misí, které jsou rozloženy do tří historických období a které měly ilustrovat historii bojové školy Topgun a nastínit její blízkou budoucnost. V každé době byly mise vedeny pod hlavičkou akademie Topgun v Miramaru, tak i v reálných bojových zónách. Hra obsahovala různá stíhací letadla námořnictva a také bonusové stíhací letadlo. První éra byla umístěna do jihovýchodní Asii, ke konci vietnamské války, zde byla do bojů mylně nasazena F-14. Druhá éra byla z války v Perském zálivu, Třetí, poslední éra, se odehrávala v Severním polárním kruhu a zobrazovala možný budoucí konflikt založený na sporných hranicích a boj o nerostné zdroje.

#### Hodnocení
Hra Top Gun: Combat Zone získala „smíšené" recenze, zvláště na platformách PlayStation 2 a GameCube, podle hodnocení GameRankings a Metacritic.
| Souhrnné skóre | Souhrnné skóre           |
| -------------- | ------------------------ |
| Agregátor      | Skóre                    |
| GameRankings   | (PS2) 62.21% (GC) 59.24% |
| Metacritic     | (PS2) 63/100 (GC) 59/100 |

## Top Gunod Mastiff Inc.
Hra Top Gun pro Nintendo DS byla uvedena 23. února 2006 v Japonsku a 3. května 2006 v Severní Americe. Hra byla vyvinuta společností Interactive Vision, vydána společností Mastiff Inc. v Severní Americe, a společností Taito Corporation Co., Ltd. v Japonsku. Hra měla dobrý příběh, který byla inspirována postavami z filmu Top Gun, řadu sólových misí a multiplayerový režim až pro 4 hráče. Do spodní části herní obrazovky byla přidána další obrazovka, kde byla umístěna mapa a přehled o zbraních. Byly nabízeny dva letecké módy, ale nebyl mezi nimi větší rozdíl. Hra byla herní veřejnosti přijata špatně.

## Top Gunod Blast! Entertainment Ltd.
Společnost Atomic Planet Entertainment a vydavatel Blast! Entertainment Ltd. uvedli 5. října 2007 na trh hru pod názvem Top Gun. Hra byla pro platformu PlayStation 2, byla prodávána pouze v Evropě.

## Top Gun: Guts & Gloryod Distinctive Software Inc.
Tato videohra byla založená na filmu Top Gun s Tomem Cruisem. Základem hry bylo ovládání moderní proudové stíhačky US Air Force v deseti herních úrovní, hráči museli sestřelovat nepřátelské stíhačky, ale ne letadlové lodě. Výběr letadel byl: F-14 Tomcat, F-117A Nighthawk, F-16 Fighting Falcon a sovětský MiG-29 Fulcrum. Hráč si mohl vybrat z několika herních variant: postupová hra v deseti úrovních, rychlý letecký souboj, bombardovací mise.

## Top Gun: Hard Lock
Hra Top Gun: Hard Lock byla vydána v březnu 2012 pro Xbox 360, Microsoft Windows a PlayStation 3. Tvůrcem hry byly společnosti 505 Games S.r.l. a Paramount Interactive. Hráč je v roli pilota Lance „Spider" Webba, který absolvoval Topgun pod vedením Peta „Maverick" Mitchella. Jako Spider jste se musel věnovat misím k zastavení nově-vzniklého teroristického režimu, který byl založen bývalým americkým spojencem, po převratu v jedné ze zemí v Perském zálivu. Na misi startujete z USS Mount McKinley, která byla v té době v Perském zálivu. Mise pak zahrnovala sestřelování nepřátelských letadel a zničení raketových lodí. V závěru hry jste jako pilot musel bombardovat nepřátelské tábory a bunkry. V poslední misi jste pak podporoval pozemní síly NATO, jejich letecké a zvláštní pozemské jednotky, při útoku na nepřátelské síly.

## Top Gunpro operační systém iOS
Hru Top Gun, pro mobilní telefony s operačním systémem iOS, vydala společnost Freeverse Inc. Jednalo se o třetí hru z kategorie leteckých simulátorů, která využívala akcelerometr k pilotování letadel a dotykové ovládání pro palbu. Děj se odehrává v Miramaru, kde členy elitní školy Topgun představují kreslené postavy filmových postav – Mavericka, Icemana a Vipera.
Společnost Hands-On Mobile vydala již tři hry pro mobilní telefony, které jsou založeny na filmu Top Gun. První dvě byly arkádové hry, třetí byla zcela odlišná, protože se jednalo o herní mód, který je podobný hře od společnosti Sega, After Burner. Tuto hru bylo možné hrát na každém produktu společnosti Apple s iOS 4.0 a vyšší.

## Zrušené hry
V roce 1995 byla vyhlášena hra Top Gun od Spectrum HoloByte, která byla vyvinutá výhradně pro Nintendo 64. S blížícím termínem uvedení herní konzoly Nintendo 64, nebyla společnost Spectrum HoloByte spokojena s úrovní spolupráce. Ředitel Spectrum HoloByte, pan Steve Race prohlásil: „Stále ještě nejsou plány výrobce pro držitele licencí třetích stran a herní zařízení má být uvedeno na trh za pět měsíců. Jsme znepokojeni dlouhými dodacími lhůtami a vysokými náklady. Otázka je, zda si Nintendo skutečně myslí, že nepotřebuje licence? Zdá se, že Nintendo chce lví podíl na prodeji software, možná až dvě třetiny." V roce 1996 připravovala společnost Spectrum HoloByte hru Top Gun pro Panasonic M2, ale tato hra nebyla nikdy uvedena na trh díky zrušení systému.